# Svenska Frälsningsarméns sångbok (1922)
Svenska Frälsningsarméns sångbok av Svenska Frälsningsarmén trycktes 1922 men inleds med ett förord från 1921. Sångboken som innehåller 525 sånger och 210  körer ersatte Svenska Frälsningsarméns sångbok 1907 som innehöll drygt 300 sånger.

## Inledningssånger och psalmer
- 1 Hela världen fröjdas Herren
- 2 Jesus, min Jesus, konung utan like
- 3 Hur ljuvt det är att komma Finns på Wikisource.
- 4 Förlossningen är vunnen Finns på Wikisource.
- 5 Vår Gud är oss en väldig borg Finns på Wikisource.
- 6 Låtom oss samfält sjunga ut
- 7 Jag lyfter mina händer Finns på Wikisource.
- 8 Kom, huldaste förbarmare Finns på Wikisource.
- 9 Allena Gud i himmelrik Finns på Wikisource.
- 10 Vak upp, min själ, vak upp och sjung din Jesu pris
- 11 O Gud, all sannings källa Finns på Wikisource.
- 12 Jesus, låt mig städse börja Finns på Wikisource.
- 13 Sabbatsdag, hur skön du är Finns på Wikisource.
- 14 Med Gud och hans vänskap Finns på Wikisource.
- 15 Din klara sol går åter opp Finns på Wikisource.
- 16 Så går en dag än från vår tid Finns på Wikisource.
- 17 Din spira, Jesus, sträckes ut Finns på Wikisource.
- 18 Ack, saliga stunder, som Jesus oss ger
- 19 Höga majestät Finns på Wikisource.
- 20 Högre, långt högre än skyarna går

## Högtider

### Advent
- 21 Högtid för handen är
- 22 Gå, Sion, din konung att möta Finns på Wikisource.
- 23 Hosianna, Davids son Finns på Wikisource.
- 24 Stäm in i änglars kör

### Jul
- 25 Var hälsad, sköna morgonstund Finns på Wikisource.
- 26 Född är Frälsaren
- 27 När juldagsmorgon glimmar Finns på Wikisource.
- 28 O du saliga, o du heliga Finns på Wikisource.
- 29 Hell dig, du härliga julafton
- 30 Det är en ros utsprungen Finns på Wikisource.
- 31 Nu segrar alla trognas hopp Finns på Wikisource.
- 32 Stjärna, som lyste bland morgonens söner
- 33 O helga natt Finns på Wikisource.

### Fotnoter
1. ↑  ”Svenska frälsningsarméns sångbok” (på engelska). Worldcat. 17 mars 1922. https://www.worldcat.org/title/svenska-fralsningsarmens-sangbok/oclc/676913652&referer=brief_results. Läst 20 oktober 2017.